# Benenitra
Benenitra är ett distrikt i Madagaskar.   Det ligger i regionen Atsimo-Andrefanaregionen, i den södra delen av landet, 600 km sydväst om huvudstaden Antananarivo.